# Album (album de Joan Jett)
Pour les articles homonymes, voir Album.
Albums de Joan Jett & the Blackhearts
I Love Rock 'n' Roll
(1981) Glorious Results of a Misspent Youth
(1984)
Album est le troisième album solo de Joan Jett, sorti en 1983.

## Liste des chansons
| No  | Titre                    | Durée |
| --- | ------------------------ | ----- |
| 1.  | Fake Friends             | 3:23  |
| 2.  | Handyman                 | 3:23  |
| 3.  | Everyday People          | 2:40  |
| 4.  | A Hundred Feet Away      | 2:33  |
| 5.  | Secret Love              | 4:03  |
| 6.  | Star Star                | 4:00  |
| 7.  | The French Song          | 3:35  |
| 8.  | Tossin' & Turnin         | 2:25  |
| 9.  | Why Can't We Be Happy    | 3:53  |
| 10. | I Love Playing With Fire | 3:03  |
| 11. | Coney Island Whitefish   | 3:35  |
| 12. | Had Enough               | 2:26  |